# Константин (ростовский протоиерей)
Константин — протоиерей (протопоп) Русской православной церкви, служивший в Ростове.
По словам летописи великий князь Иван III ежегодно вызывал его в Москву, потому что он был «голосист и речист, и грамоте горазд и рожаист».
В 1467 году по поручению архиепископа Ростовского Трифона свидетельствовал в Ярославле новоявленные мощи ярославских князей: Фёдора и детей его Константина и Давида.
Внимание великого князя так подействовало на Константина, что он «возвысился умом и беша горд» и не веровал в святость новоявленных мощей. Прибыв в Ярославль, он не захотел дожидаться властей Спасского монастыря, в котором лежали мощи, сам приказал отворить церковь и приступил к освидетельствованию мощей, но внезапно повержен был на землю «и бяше нем, и омертве»; потом он, однако, поправился и, пробыв довольно долго у новоявленных чудотворцев, вернулся в Ростов сообщить владыке обо всем случившемся при освидетельствовании мощей.